# Millennium Tower (Wien)

Logo

Der Büroturm Millennium Tower am Handelskai 94–96 im 20. Wiener Gemeindebezirk Brigittenau war mit einer Höhe von 171 m (Gebäudesubstanz) und einer Gesamthöhe von 202 m (inkl. Dachkonstruktion) bis zur Fertigstellung des DC Tower 1 das höchste Bürogebäude Österreichs. Auf 50 Geschoßen umfasst er eine Bruttogeschoßfläche von 47.200 m², wovon 38.500 m² als Bürofläche genutzt werden. Die restliche Fläche ist bis zum 2. Geschoß allgemein zugänglich und wird unter anderem für ein Einkaufszentrum, Restaurants und ein Multiplex-Kino (Cineplexx) genutzt. Der Millennium Tower wurde von 1997 bis 1999 errichtet.

## Architektur

Ensemble während eines Sonnenuntergangs von der Brigittenauer Brücke aus gesehen

Die Form des Turms wird von zwei miteinander verschränkten vollständig verglasten Zylindern gebildet, die von einer Stahlverbundkonstruktion getragen werden. Entworfen wurde der Millennium Tower von den Architekten Gustav Peichl, Boris Podrecca und Rudolf F. Weber. Ausführendes Bauunternehmen war die ARGE Habau – Voestalpine – MCE.

## Turmhöhe

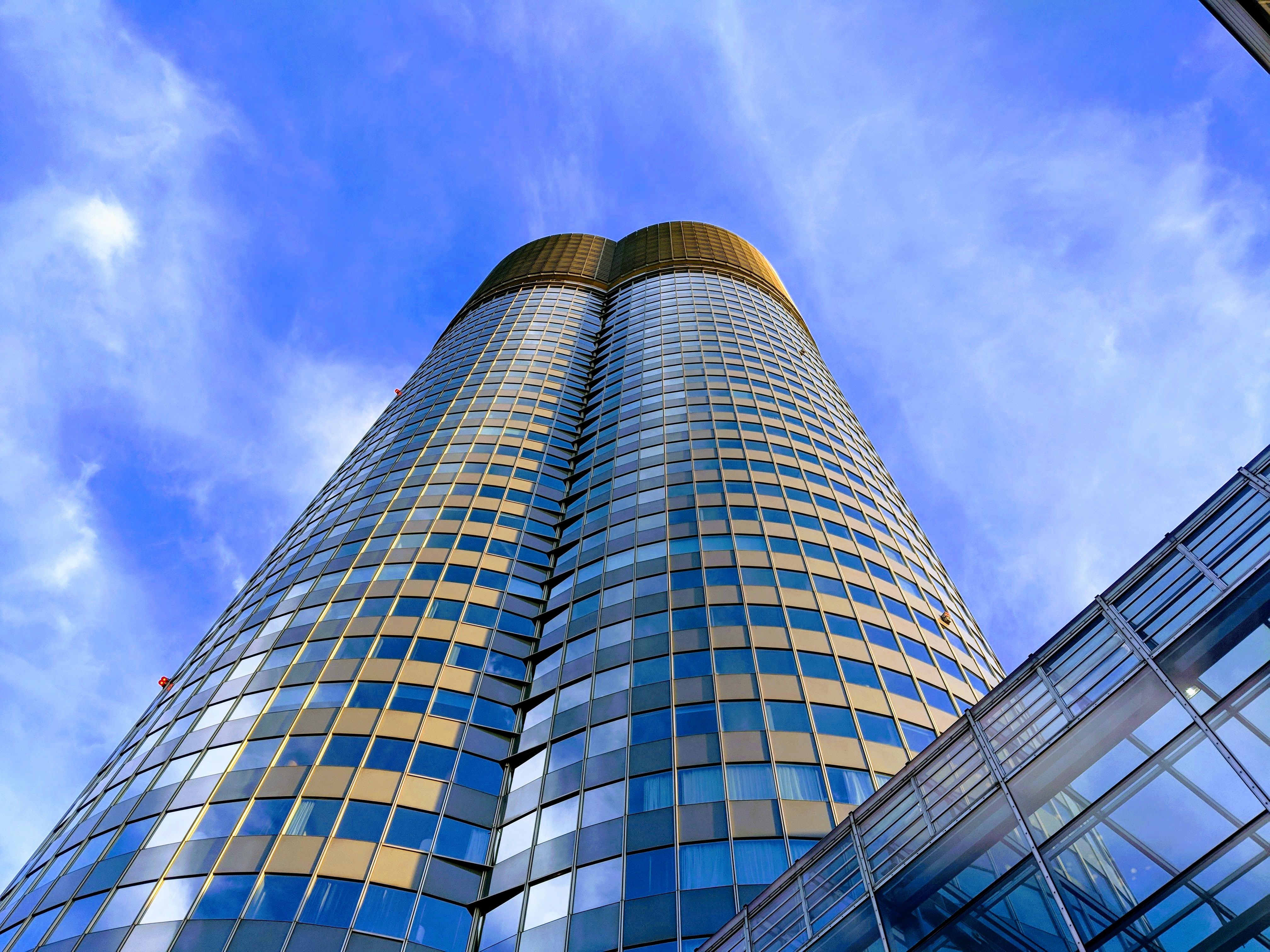
Blick auf den Millennium Tower von der Fußgängerbrücke über den Handelskai aus

Kritik wurde an Stumpf im Zusammenhang mit dem Bau des Millennium Towers laut. Nach eigenen Angaben hätte er sich an alle gesetzlichen Vorgaben gehalten („Mir ging es darum, das Grundstück bestmöglich auszunützen“) und nur baulich alle Grenzen ausgereizt. Vom Wiener Gemeinderat war eine Bauhöhe von 120, allerhöchstens 140 Meter, für den Büroturm und eine Nutzfläche von 10.000 m² für das Einkaufszentrum genehmigt. Tatsächlich jedoch hat er seinen Turm viel höher auf 202 Meter hochgezogen und das Einkaufszentrum mit 30.000 m² viel größer gebaut, als eingereicht. Trotz heftigen Protesten der Wiener Grünen genehmigten die Behörden die „Fehlbauten“ im Nachhinein.

## Mieter
Im Millennium Tower sind Büros an rund 120 Unternehmen unterschiedlicher Branchen vermietet, darunter internationale Unternehmen wie Xerox, die von hier aus in Osteuropa agieren. Weitere Mieter sind Cirquent, Trivadis, Bacardi-Martini, Clerical Medical, ENI, Walter Pürk GmbH, Tietoevry, Elektro-Kagerer, die von diesem Standort aus ihre Kunden in Ostösterreich betreuen, oder Cisco.

## Eigentümer
Bauherr Georg Stumpf verkaufte am 25. Juli 2003 den Millennium Tower samt dazugehöriger Millennium City an das Hamburger Emissionshaus MPC Capital. Der Kaufpreis betrug 360 Millionen Euro, was fast dem 15-fachen der Jahreseinnahmen von 24,5 Millionen Euro (2002) der Millennium City entspricht, die neben den Büros im Tower aus einem Einkaufszentrum, Wohnbauten und dem größten Kinocenter Österreichs besteht. Unter Berücksichtigung der Kosten von 145 Millionen Euro ergab sich ein Gewinn von 215 Millionen Euro. 2017 hat die Art-Invest Real Estate die Büroimmobilie erworben und damit erstmals in Österreich investiert.

## MCN
Im Zuge des Baus wurde auch eine interne Telekommunikations-Infrastruktur aufgebaut, mit der die MCN Millennium Communication Network AG als Telefon- und Internetanbieter auftrat. Durch Mitbenutzung der Leitungen der Telekom Austria konnte diese auch als österreichweiter Anbieter tätig sein. Da MCN jedoch im Jahr 2000 in Zahlungsschwierigkeiten geriet, wurde das vorhandene Netz im Jahr 2002 von Inode übernommen.